# ناعومي بيرس
ناعومي بيرس (بالإنجليزية: Naomi Pierce)‏ هي عالمة حشرات وعالمة بقشريات الأجنحة أمريكية، ولدت في 1954 في كولورادو في الولايات المتحدة.